# Guardapelo

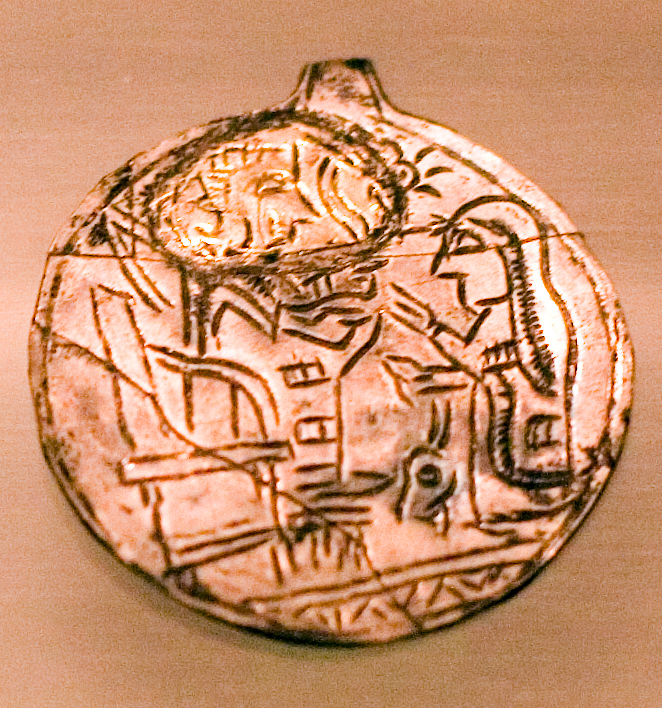
Guardapelo urartiano

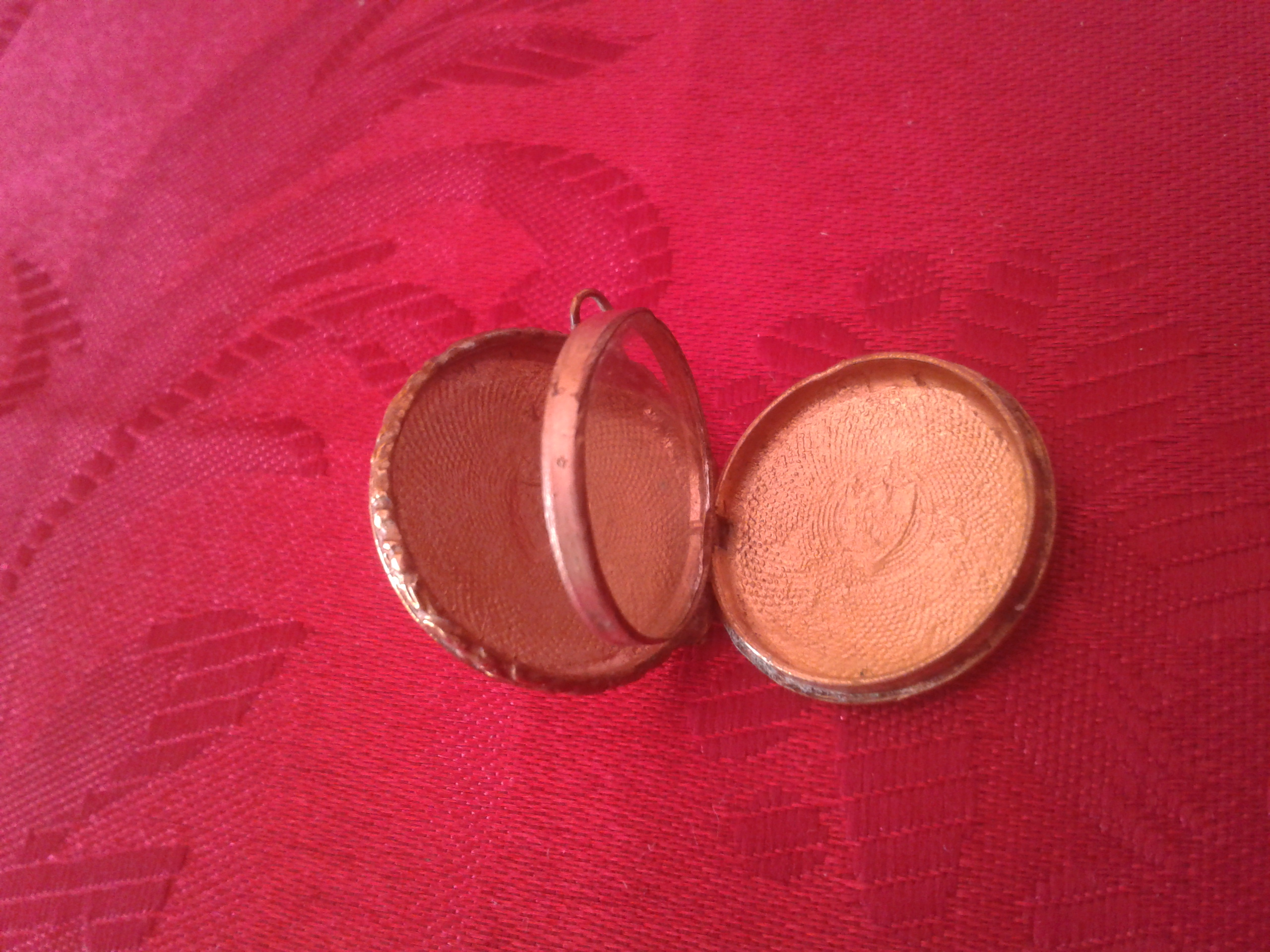
Guardapelo español. Plata dorada. S XIX

Un guardapelo es un colgante que se abre para revelar un espacio usado para almacenar una fotografía u otro pequeño artículo como un rizo de pelo. Los guardapelos se regalan generalmente a los amados los días de celebración tales como el día de San Valentín y ocasiones especiales tales como bautizos, bodas y lo usaban durante la época victoriana, en entierros.
Los guardapelos se llevan generalmente en cadenas colgadas alrededor del cuello y contienen a menudo una foto de la persona que lo regaló. También podrían formar parte de una pulsera delicada. Vienen perfilados en muy variadas formas tales como óvalos, corazones o círculos y se hacen generalmente de metales preciosos tales como plata u oro blanco u amarillo, convirtiéndolos en un objeto de joyería decorativa.
Los guardapelos contienen por lo general solo una o dos fotografías, pero algunos fabricados especialmente pueden contener hasta ocho. Se han creado también guardapelos giratorios, donde la argolla que conecta la cadena con el propio guardapelo se une pero no se fija a este, por lo que está libre para girar. Estos guardapelos constituían un estilo común en la época victoriana.
Los guardapelos de recuerdo se pueden hacer también con un cristal en el frente para poder ver el interior sin necesidad de la apertura del mismo. Estos guardapelos se utilizan generalmente para artículos como mechones de pelo que podrían caer y llegar a ser perdidos si el guardapelo fuera abierto en varias ocasiones, mientras que los guardapelos de fotografía son generalmente abiertos y las fotos son aseguradas por trozos de plástico transparente. En la época victoriana el estilo de los guardapelos era ricamente decorado con filigranas. Sin embargo, hoy en día se dan los diseños planos en los que se graba el nombre o las iniciales del destinatario o una frase significativa en su parte posterior. También son populares las reproducciones de joyas antiguas.

## En la cultura popular
En El misterio del príncipe, 6º libro de la serie de Harry Potter, de la autora británica J. K. Rowling, se revela que el Señor Tenebroso Voldemort usa un guardapelo que perteneció a su antepasado Salazar Slyterin para ocultar dentro de él una parte (de 7) de su alma haciendo de este modo inmortal al temible mago. En el último libro de la saga (Las reliquias de la muerte), Ron Weasley destruye el guardapelo dando así un paso más al retorno a la mortalidad de Voldemort.
Undertaker, el misterioso sepulturero del manga Kuroshitsuji, es conocido por llevar varios guardapelos en una cadena de plata que usa alrededor de la cintura. En la versión manga de la historia se sabe que uno de los guardapelos lleva la inscripción Claudia P. 1866; los fanes de la serie especulan que podría tratarse de un antepasado de Ciel Phantomhive, el joven protagonista de la historia.
En el libro "Sombras" de B.J. Hernández, en el guardapelo se guarda mechones del señor Pedro Díaz que le impide a las Sombras acercarse a la familia y de esta forma los mantiene a salvo.